# セオドア・ウィットモア
セオドア・エクレストン・ウィットモア（Theodore Eccleston Whitmore, 1972年8月5日 - ）は、ジャマイカ・キングストン出身の元サッカー選手、サッカー指導者。ポジションはミッドフィールダー。ジャマイカ代表監督。

## 経歴
1993年にデビューし、2005年10月に引退するまで国際試合には105試合出場し計24ゴールを挙げた。1998年のFIFAワールドカップで活躍し、日本戦では2ゴールを挙げ、ジャマイカの唯一の勝利に貢献した。同年には「カリブ海年間最優秀サッカー選手」に選ばれた。
モンテゴ・ベイ・ボーイズ・クラブのユースでキャリアを開始し、バイオレット・キッカーズ、セバ・ユナイテッドFC、ハル・シティAFC、リヴィングストンFCで活躍した。2004年6月にトレンメア・ローヴァーズFCと契約を結んだが、2006年1月、契約を相互同意によって解除。再びセバ・ユナイテッドでプレーするためにジャマイカに帰国。
2009年よりジャマイカ代表の監督を務めたが、2013年6月辞任した。
20歳以下ジャマイカ代表監督を務めたのち、2016年より暫定監督としてジャマイカ代表を率いそのまま監督として代表監督を務めている。

## 代表歴

### 出場大会
- ジャマイカ代表
  - 1998 FIFAワールドカップ

### 試合数
- 国際Aマッチ 119試合 23得点（1993年-2004年）[6]

| ジャマイカ代表 | 国際Aマッチ | 国際Aマッチ |
| 年             | 出場        | 得点        |
| -------------- | ----------- | ----------- |
| 1993           | 1           | 0           |
| 1994           | 0           | 0           |
| 1995           | 7           | 3           |
| 1996           | 12          | 5           |
| 1997           | 20          | 4           |
| 1998           | 13          | 4           |
| 1999           | 15          | 4           |
| 2000           | 13          | 2           |
| 2001           | 13          | 0           |
| 2002           | 2           | 0           |
| 2003           | 14          | 0           |
| 2004           | 9           | 1           |
| 通算           | 119         | 23          |